# Rodrigo Saraz
Rodrigo Alonso Saraz López (Medellín, 26 agosto 1978) è un ex calciatore colombiano, di ruolo attaccante.

## Carriera

### Club
Cresciuto nell'Atlético Nacional, Saraz si trasferisce presto in Perù dove, arrivato nel 2003 al Cienciano, conquista due titoli di rilievo internazionale: al suo primo anno il Cienciano vince la Copa Sudamericana sconfiggendo Alianza Lima (2-0), Universidad Católica (5-3), Santos (2-3), Atlético Nacional (società che l'aveva lanciato appena cinque anni prima, 1-3) e, nella doppia finale, il River Plate per 4-3. Saraz gioca da titolare entrambi gli incontri decisivi venendo sostituito nella ripresa nei due incontri. Nel settembre del 2004 il Cienciano si gioca la Recopa contro il Boca Juniors: gli argentini passano in vantaggio con uno dei loro miglior talenti, Carlos Tévez. Saraz viene fatto entrare nella ripresa, sul punteggio di 1-0 per il Boca Juniors, e all'89' mette a segno la rete dell'1-1 per i peruviani. Il Cienciano resiste fino ai calci di rigore quando sono decisivi per gli argentini gli errori di Tévez e di Fabián Vargas, che consentono alla società di Cusco di alzare la sua prima Recopa.
Dopo il successo nel Cienciano, il colombiano rimane in Perù dove gioca in due squadre diverse nell'annata del 2005 prima di ritornare in patria. Al Cúcuta vince un Finalización nel 2006. Nel 2007 ritorna al Cienciano prima di passare allo Sport Boys, altra squadra peruviana. Ritornato nuovamente in Colombia, ottiene il suo secondo titolo nazionale con il Boyacá Chicó. Il 4 maggio del 2008 realizza la sua prima doppietta contro il CPD Junior (2-1). Trasferitosi al Deportes Quindio, il 17 agosto del 2008 sigla la sua prima marcatura con la nuova maglia ai danni del Millonarios (1-2). Nel 2009 passa all'Envigado: segna il primo gol contro la sua ex Boyacá Chicó (1-1).
Nel 2012 ritorna al Coopsol, rendendosi protagonista di due reti contro il Coronel Bolognesi (4-0), squadra che lo aveva tesserato nel 2005.

## Palmarès

### Competizioni internazionali
- Coppa Sudamericana: 1

Cienciano: 2003
- Recopa Sudamericana: 1

Cienciano: 2004

### Competizioni nazionali
- Torneo Finalización: 1

Cúcuta Deportivo: 2006
- Campionato colombiano: 1

Boyacá Chicó: 2008-I